# Jonas Turdfjæll
Jonas Turdfjæll, även Turdfjell och Turdfjäll, född 24 maj 1733 i Säversta i Bollnäs socken, död 11 augusti 1812 i Bygdeå socken, var en svensk militär.
Turdfjæll, som var son till kaptenen vid Västerbottens regemente Jacob Turdfjæll den äldre och Elisabeth  Phragmenius, växte upp i Bollnäs och vid Kengis bruk, där fadern under en period var anställd. År 1746 blev han volontär vid Västerbottens regemente, 1751 furir, 1758 sergeant, 1760 fältväbel, 1761 konstituerad fänrik, samma år stabsfäbrik, 1763 fänrik, 1777 löjtnant, 1781 stabskapten och 1782 kapten samt fick majors avsked 1789.
Han tjänstgjorde vid Torneå kompani 1761–1782, Bygdeå kompani 1763–1776 och 1779–1780, Kalix kompani 1777–1778, Umeå kompani 1781–1782 och var slutligen kompanichef för Bygdeå kompani 1782–1789.
År 1757 följde han med Västerbottens regemente till Pommern och deltog 28 december samma år i belägringen och kanonaden i Demmin. 20 september 1758 bevistade han attacken i Fehrbellin och 30 september 1759 attacken i Werbelou. I januari 1760 bevistade han som avantgarde fälttåget och Preussens utdrivande från Svenska Pommern samt 28 januari samma år attacken på Anklam. Från 12 augusti 1760 bevistade han kampanjen under Augustin Ehrensvärds befäl och var med då Pasewalk intogs samt utstod 3 oktober samma år den preussiska attacken på Pasewalk. År 1761 kommenderades han från Stralsund till regementets utgång från Pommern.

## Familj
Turdfjæll var gift med komministerdottern Margareta Widmark. Han avled 1812 på Nyby gård i nuvarande Ånäset och hustrun 1817 på Älvsbacka i Dalkarlså. Makarna hade sönerna majoren Nils Jacob Turdfjæll, kaptenen Johan Peter Turdfjæll och justitiekanslern Jonas Gustaf Turdfjæll. Tre döttrar var gifta med komminister Pehr Stenberg, major Zacharias Edenqvist respektive prosten Johan Hörnell.
Turdfjæll var bror till majoren Johan Henrik Turdfjæll, kyrkoherden Jacob Turdfjæll den yngre och Barbro Margareta Turdfjæll, som var gift med kyrkoherde Nils Gran och komminister Nils Wiklund.